# San Giovanni Decollato a Ponte Sant'Angelo
San Giovanni Decollato a Ponte Sant'Angelo var en kyrkobyggnad i Rom, helgad åt den helige Johannes Döparen. Kyrkan var belägen vid Piazza di Ponte Sant'Angelo vid Ponte Sant'Angelos södra brofäste i Rione Ponte.

## Historia
Kyrkan uppfördes vid fängelset Tor di Nona, på den gård där avrättningar verkställdes. I kyrkan fick de till döden dömda tröst av brödraskapet Fratelli della Misericordia. Vid mitten av 1700-talet benämndes därför kyrkan "Confortaria pei condannati a morte". Kyrkan hade en enkel fasad med portal och oculus samt en osmyckad interiör.
Från mitten av 1800-talet kom kyrkan att förfalla och revs i slutet av seklet i samband med uppförandet av de nya Tiberkajerna och lungoteveri.